# 67 pr. n. št.
67 pr. n. št. je bilo leto predjulijanskega rimskega koledarja.
Oznaka 67 pr. Kr. oz. 67 AC (Ante Christum, »pred Kristusom«), zdaj posodobljeno v 67 pr. n. št., se uporablja od srednjega veka, ko se je uveljavilo številčenje po sistemu Anno Domini.

## Dogodki
- konec tretje vojne proti Mitridatu
- Pompej zmaga v rimski vojni proti morskim razbojnikom
- ustanovitev rimske province Kilikije.